# Sumak kawsay

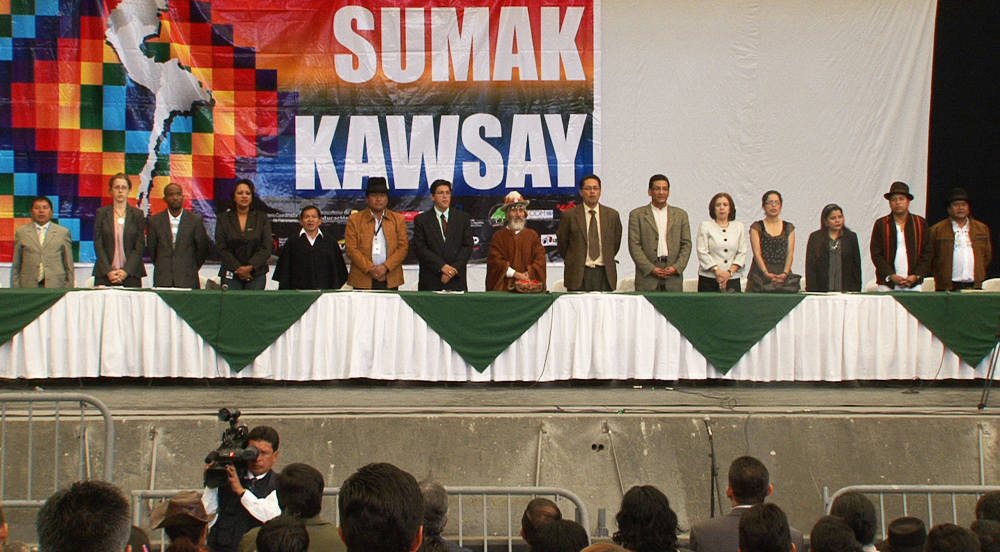
Pierwsze Spotkanie Ludów i Narodowości Andyjskich na rzecz Dobrego Życia (sumak kawsay)

Sumak kawsay (hiszp. buen vivir) – idea „dobrego życia”. Jest częścią dyskursu politycznego na kontynencie Ameryki Łacińskiej, stanowi ruch rdzennej ludności Ekwadoru, Peru i Boliwii. Odwołuje się do sposobów życia przodków ludów tubylczych. Oznacza życie w harmonii pomiędzy ludźmi i przyrodą, która jest źródłem wszelkiego dobra, którym dysponuje człowiek oraz która posiada własne życie i wartości, które są wyższe od naszych. Jest to koncepcja odwrotna od konsumpcjonizmu oraz stanowiąca alternatywę dla kapitalizmu, dążąca nie do „lepszego życia” (jak wśród cywilizacji zachodniej), a do „dobrego życia”.
Pojawienie się idei dobrego życia jest produktem debaty, która miała miejsce w latach dziewięćdziesiątych XX wieku w Boliwii. Wydaje się uzupełnieniem w poszukiwaniu nowych pomysłów w świetle ogólnych niepokojów związanych z tradycyjnymi koncepcjami rozwoju i postępu. Chociaż Produkt Krajowy Brutto przestał być traktowany jako wskaźnik rozwoju w debatach teoretycznych, wciąż jest dominującym miernikiem w polityce. Aby to zmienić, coraz szerzej propaguje się nowe sposoby „mierzenia szczęścia”. Jedną z prób wprowadzenia zmian było ustanowienie nowych konstytucji w Boliwii i Ekwadorze. 

## Konstytucja w Ekwadorze
Wiele państw Ameryki Łacińskiej znajduje się na etapie transformacji instytucjonalnych – uwidocznia się to między innymi w ich konstytucjach, zarówno w tych nowych jak i nowelizowanych. Konstytucja Ekwadoru z 2008 roku kształtuje na nowo system polityczny kraju, istniejący od 1978 roku. 
W 2006 roku, nowo wybrany prezydent Rafael Correa Delgado zaproponował powołanie Zgromadzenia Konstytucyjnego. Rok później, 15 kwietnia 2007 roku, odbyło się referendum gdzie ideę tę poparło 81,72% osób uprawnionych do głosowania. Oprócz aprobaty ludności, dalszą procedurę uprościło zaplecze na polu politycznym – w wyborach parlamentarnych z 30 września Alianza PAIS (Patria Altiva I Soberana) uzyskała 73 mandaty (na 130).
Ustawa zasadnicza Republiki Ekwadoru liczy 444 artykuły, uporządkowane w dziewięć tytułów oraz 30 norm przejściowych i dyspozycję końcową. Poprzedza je Preambuła, w której można odnaleźć nawiązania m.in. do inkaskiej tradycji związanej z Pachamama (Matka Ziemia) – bogini ziemi, zapewniającej żyzność pól i płodność; przyzywa się też imię Boga, uznając różne formy religijności i duchowości.
Szeroko potraktowane zostały zagadnienia związane z, między innymi, porządkiem dobrego życia, którą zaproponowała komisja powołana do przygotowania tekstu końcowego projektu. Konstytucjonalista Francisco Palacios Romeo, twierdzi, że „nowy tekst konstytucyjny Ekwadoru ma największą liczbę praw, a konkretnie praw socjalnych, ze wszystkich dotąd porównywanych konstytucji”
Dlatego też najwięcej rozdziałów ma tytuł II – Prawa (hiszp. Derechos). Po sformułowaniu „Zasad stosowania praw” podaje się „Prawa dobrego życia” (hiszp. Derechos de buen vivir), czyli sekcje: woda i żywność, zdrowe środowisko, komunikacja i informacja, kultura i nauka, edukacja, zamieszkanie i mieszkanie, zdrowie, praca i zabezpieczenie socjalne, prawa wspólnot, ludów i narodowości, prawa do uczestnictwa (partycypacji), prawa wolnościowe, prawa natury, do ochrony i odpowiedzialności. Zawiera również osobną cześć – Prawa osób i grup szczególnej uwagi – aż dziewięć sekcji.
Konstytucja została oparta na zasadzie egalitaryzmu – głównym nurtem jest solidarność, ochrona gorzej sytuowanych; przyjmuje się też, że większość praw nie może być zaspokojona przez inicjatywy prywatne, ponieważ działania z nimi związane nie są opłacalne. W komentarzach podnosi się, że rozległe wyliczanie praw w Konstytucji naraża je na nieskuteczność, naznacza cechami „martwej litery”.
Twórcy Konstytucji wprowadzili do niej wyrażenie ze słownictwa keczua „sumak kawsay” dla wyrażenia kosmowizji jednej rodziny keczua, w której kluczowe jest połączenie wierzeń związanych z matką naturą oraz modelem życia społecznego i politycznego. Jednak społeczeństwo w większości jest mieszane, a Keczua stanowią mniej niż ¼ Ekwadorczyków żyjących w kraju. Większość podziela kosmowizję chrześcijaństwa zachodniego. Ich zdaniem, utwierdzenie w Konstytucji sumak kawsay pomija pogląd większości, także innych grup Indian lub metysów, a więc nie służy budowaniu społeczeństwa pluralistycznego, niezależnego od dyskryminacji.